# Andrew Hannah
Andrew Boyd Hannah (Renton, 1864. szeptember 17. – 1940. május 29.) skót válogatott labdarúgó, ő volt a Liverpool FC történetének első csapatkapitánya.

## Pályafutása
Andrew Hannah szülővárosa, Renton csapatában futballozott, a klubbal 1885 és 1888-ban is skót kupát nyert. 1888-ban egyszer pályára lépett a skót válogatottban Wales ellen. 1891-ben az Evertonnal angol bajnokságot nyert. 1892 és 1895 között negyven mérkőzésen lépett pályára a Liverpool színeiben.

### Mérkőzései a skót válogatottban
| #  | Dátum             | Ellenfél | Eredmény | Kiírás              | Esemény |
| -- | ----------------- | -------- | -------- | ------------------- | ------- |
| 1. | 1888. március 10. | Wales    | 5 – 1    | barátságos mérkőzés |         |

## Sikerei, díjai
Renton :
- Skót labdarúgókupa győztes: 1885, 1888

 Everton :
- Angol első osztály bajnok: 1891

 Liverpool :
- Angol másodosztály bajnok: 1894

## Fordítás
Ez a szócikk részben vagy egészben  az   Andrew Hannah című angol Wikipédia-szócikk fordításán alapul.  Az eredeti cikk szerkesztőit annak laptörténete sorolja fel. Ez a jelzés csupán a megfogalmazás eredetét és a szerzői jogokat jelzi, nem szolgál a cikkben szereplő információk forrásmegjelöléseként.